# 1841 au Canada
Pour un article plus général, voir Chronologie du Canada.
Cet article traite des événements qui se sont produits durant l'année 1841 au Canada.

## Événements

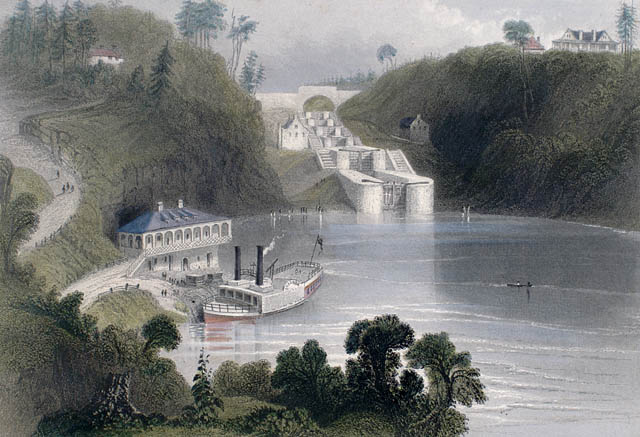
Les écluses du Canal Rideau à Ottawa

- 10 février : l’Acte d’union instaure les Provinces-Unies du Canada.
- 13 juin : la première session du premier Parlement du Canada s’ouvre à Kingston.
- Le Chemin de fer clandestin va permettre à des milliers de noirs fuyant l'esclavage aux États-Unis de s'établir au Canada. Ce mouvement allait se poursuivre jusqu'à la guerre de Sécession.
- Le révérend Josiah Henson acquiert des terrains à Dawn près de Dresden, Ontario (en). Plusieurs noirs s'établirent à cet endroit. Josiah Henson est un ancien esclave noir qui a fui les États-Unis. Il devait inspirer le personnage principal du roman La Case de l'oncle Tom.
- Arrivée des premiers missionnaires des oblats de Marie-Immaculée.

## Naissances
- Damase Parizeau (politicien) († 23 octobre 1915)
- 6 mai : Alphonse Desjardins  (homme politique) († 4 juin 1912)
- 27 juin : Zoé Lafontaine (épouse de Wilfrid Laurier) († 1er novembre 1921)
- 6 novembre : Joseph-Thomas Duhamel (personnalité religieuse) († 5 juin 1909)
- 20 novembre : Wilfrid Laurier, premier ministre du Canada († 17 février 1919)
- 1er décembre : Cyrille Duquet, inventeur († 1er décembre 1922)

## Décès
- 3 mars : Cyrille Duquet (inventeur) (° 1er décembre 1922).
- 7 mars : Philippe Aubert de Gaspé, fils, auteur (° 8 avril 1814).
- 8 juillet : Joseph Papineau, seigneur et homme politique (° 16 octobre 1752).